# Acaena caespitosa
Acaena caespitosa là loài thực vật có hoa trong họ Hoa hồng. Loài này được Gillies ex Hook. & Arn. mô tả khoa học đầu tiên năm 1833.